# Telegram Sam
Telegram Sam è un singolo del gruppo glam rock britannico T. Rex pubblicato il 21 gennaio 1972 dall'etichetta T.Rex Wax Co, estratto dall'album The Slider

## Il disco
Il singolo ha raggiunto il primo posto in classifica, diventando così il terzo numero 1 del gruppo. È stato il primo singolo pubblicato dalla nuova casa discografica di Bolan dopo il distacco dalla Fly Records e fu distribuito dalla EMI.
Telegram Sam è rimasta prima nella classifica britannica dei singoli per due settimane, prima di essere scalzata da Son of My Father dei Chicory Tip. In Italia il singolo è arrivato fino alla diciassettesima posizione in classifica.
La canzone è stata scritta da Marc Bolan ispirandosi al proprio contabile, Sam Alder, che era solito inviargli, mezzo telegramma, le cifre dei compensi ricevuti per i concerti dei tour, affinché nessuna parte del denaro inviato in anticipo potesse essere spesa o interferire con le esibizioni del gruppo, e che, sempre via telegramma, gli aveva dato la notizia che Get It On aveva raggiunto il primo posto della classifica britannica dei singoli. Alder lavorò anche con King Crimson e Roxy Music (specialmente Bryan Ferry).

## Tracce
1. Telegram Sam
2. Cadilac
3. Baby Strange

## Formazione
- Marc Bolan: Voce solista, chitarra
- Tony Visconti: Cori
- Steve Currie: Basso
- Bill Legend: Batteria

## Cover
Telegram Sam conta almeno 8 cover.
- Nel 1980, il gruppo gothic rock Bauhaus pubblicò su singolo una reinterpretazione del brano nel singolo omonimo.
- Il gruppo punk-rock croato Psihomodo Pop ne ha interpretato una versione.